# Ilyogynnis microcheirum
Ilyogynnis microcheirum is een krabbensoort uit de familie van de Camptandriidae. De wetenschappelijke naam van de soort is voor het eerst geldig gepubliceerd in 1937 door Tweedie.